# パトリック・ファン・バルコム
パトリック・ファン・バルコム（Patrick van Balkom、1974年9月14日 ‐ ）は、オランダ・ヴァールヴァイク出身で短距離走を専門にしていた元陸上競技選手。100mで10秒23、200mで20秒36の自己ベストを持つ、両種目の元オランダ記録保持者。2003年パリ世界選手権男子4×100mリレーの銅メダリストである。

## 経歴

### 1997年
3月、開催されたパリ世界室内選手権の男子200mに出場すると、予選をタイムで拾われて突破し、世界大会初出場でセミファイナリストになった。準決勝では組2着までに入れば決勝進出だったが、21秒08の組3着に終わり、0秒19差で決勝進出を逃した。

### 1998年
7月4日、オールデゲムで開催された大会の男子200mで20秒37（+1.1）のオランダ記録（当時）を樹立し、1994年にMiguel Janssenがマークした20秒59を塗り替えた。
7月19日、テルアビブで開催された大会の男子100mで10秒23（+0.1）のオランダ記録（当時）を樹立し、1988年にAchmed de Komがマークした10秒25を塗り替えた。

### 1999年
6月27日、アペルドールンで開催された大会の男子200mで20秒36（-1.4）のオランダ記録（当時）を樹立し、自身が1998年にマークした20秒37を塗り替えた。
7月、パルマ・デ・マヨルカユニバーシアードに出場すると、男子200mで決勝に進出。決勝では20秒57（-1.0）をマークし、コビー・ミラー（20秒32）に次いで銀メダルを獲得した。

### 2001年
3月、リスボン世界室内選手権の男子200mに3大会連続の出場を果たすと、準決勝を20秒77のオランダ記録で突破し、初めて決勝に進出した。迎えた決勝では20秒96とタイムを落としたものの、ショーン・クロフォード（20秒63）、クリスチャン・マルコム（20秒76）に次いで銅メダルを獲得した。これは世界室内選手権の短距離走においてオランダ男子選手が獲得した初のメダルであり、200mでは男女通じて初のメダルだった。

### 2003年
8月、パリ世界選手権の男子4×100mリレーに出場すると、予選・準決勝・決勝の全てのレースでオランダチームの3走を務めた。予選を38秒72、準決勝を38秒63と、ともにオランダ記録（当時）で突破。決勝はTimothy Beck、トロイ・ダグラス、ファン・バルコム、Caimin Douglasのオーダーで臨むと、38秒87という今大会で一番悪いタイムをマークしたものの、アメリカ（38秒06）、イギリス（38秒08）、ブラジル（38秒26）に次いで4位に入った。大会終了後にイギリスがドウェイン・チェンバースのドーピング処分によりメダルを剥奪されたため、オランダの順位が繰り上がり銅メダルを獲得した。

## 自己ベスト
記録欄の（　）内の数字は風速（m/s）で、+は追い風、-は向かい風を意味する。
| 種目 | 記録                                      | 年月日                                    | 場所                                 | 備考           |
| 屋外 | 屋外                                      | 屋外                                      | 屋外                                 | 屋外           |
| ---- | ----------------------------------------- | ----------------------------------------- | ------------------------------------ | -------------- |
| 100m | 10秒23 (+0.1)                             | 1998年7月19日                             | テルアビブ                           | 元オランダ記録 |
| 100m | 10秒06w (+4.0)                            | 2000年3月18日                             | ポロクワネ                           | 追い風参考記録 |
| 150m | 15秒46                                    | 1999年5月1日                              | リッセ                               |                |
| 200m | 20秒36 (-1.4) 20秒36 (+1.8) 20秒36 (+0.4) | 1999年6月27日 2000年3月18日 2001年3月23日 | アペルドールン ポロクワネ プレトリア | 元オランダ記録 |
| 300m | 33秒17                                    | 1999年5月1日                              | リッセ                               |                |
| 400m | 46秒80                                    | 2003年6月7日                              | ライデン                             |                |
| 室内 |                                           |                                           |                                      |                |
| 60m  | 6秒73                                     | 2003年2月22日                             | ウィーン                             |                |
| 150m | 16秒32                                    | 2005年2月8日                              | プラハ                               |                |
| 200m | 20秒77                                    | 2001年3月9日                              | リスボン                             | オランダ記録   |

## 主要大会成績
備考欄の記録は当時のもの
| 年   | 大会                      | 場所         | 種目    | 結果    | 記録          | 備考 |
| ---- | ------------------------- | ------------ | ------- | ------- | ------------- | --- |
| 1997 | 世界室内選手権            | パリ         | 200m    | 準決勝  | 21秒08        | |
| 1998 | ヨーロッパ選手権 (en)     | ブダペスト   | 200m    | 準決勝  | 21秒04 (-1.8) | |
| 1998 | ヨーロッパ選手権 (en)     | ブダペスト   | 4x100mR | 7位     | 39秒79 (3走)  | 予選39秒29：オランダ記録                                                                                 |
| 1999 | 世界室内選手権            | 前橋         | 200m    | 準決勝  | 21秒15        | 予選20秒94：オランダ記録                                                                                 |
| 1999 | ユニバーシアード (en)     | パルマ       | 200m    | 2位     | 20秒57 (-1.0) | |
| 1999 | 世界選手権                | セビリア     | 200m    | 2次予選 | 20秒59 (0.0)  | |
| 2000 | ヨーロッパ室内選手権 (en) | ヘント       | 200m    | 予選    | 21秒31        | |
| 2001 | 世界室内選手権            | リスボン     | 200m    | 3位     | 20秒96        | 男女通じてオランダ初 (唯一) のメダリスト オランダ男子初の短距離種目メダリスト 準決勝20秒77：オランダ記録 |
| 2001 | 世界選手権                | エドモントン | 200m    | 1次予選 | 20秒96 (+0.5) | |
| 2002 | ヨーロッパ選手権 (en)     | ミュンヘン   | 4x100mR | 予選    | DNF (4走)     | |
| 2003 | 世界室内選手権            | バーミンガム | 200m    | 準決勝  | 21秒26        | |
| 2003 | 世界選手権                | パリ         | 4x100mR | 3位     | 38秒87 (3走)  | 男女通じてオランダ最高成績 大会終了後に4位から順位繰り上がり                                             |
| 2004 | オリンピック              | アテネ       | 4x100mR | 予選    | DNF (3走)     | |